# Clàudia Galicia Cotrina
Clàudia Galicia Cotrina (Torelló, 117 de abril de 1986) es una deportista española que compitió en ciclismo de montaña (campo a través) y esquí de montaña.
Ganó una medalla de oro en el Campeonato Europeo de Ciclismo de Montaña en Maratón de 2017. En esquí de montaña obtuvo cuatro medallas en el Campeonato Mundial y tres medallas de oro en el Campeonato Europeo.
En 2019 recibió el Premio Nacional del Deporte Reina Letizia. Estudió Arquitectura Técnica en la Escuela Politécnica Superior de Edificación de Barcelona.

## Medallero internacional
| Campeonato Europeo | Campeonato Europeo | Campeonato Europeo | Campeonato Europeo |
| Año                | Lugar              | Medalla            | Competición        |
| ------------------ | ------------------ | ------------------ | ------------------ |
| 2017               | Svit (Eslovaquia)  | Medalla de oro     | Campo a través     |